# Aprostocetus meridialis
Aprostocetus meridialis är en stekelart som först beskrevs av Alan Parkhurst Dodd 1915.  Aprostocetus meridialis ingår i släktet Aprostocetus och familjen finglanssteklar. Inga underarter finns listade i Catalogue of Life.